# Bizeneuille

Bizeneuille este o comună în departamentul Allier din centrul Franței. În 1 ianuarie 2022 avea o populație de 300 de locuitori.